# Boléro
|  | Aquest article tracta sobre l'obra de Maurice Ravel. Vegeu-ne altres significats a «Bolero (pàgina de desambiguació)». |

Boléro és un ballet per a orquestra en do major compost per Maurice Ravel l'any 1928. La seva melodia obsessiva i la riquesa orquestral l'han convertit en una de les obres musicals més cèlebres i més difoses arreu del món. Suscitant en els oients una mescla d'estupor i fascinació, el Boléro de Ravel sempre ha magnetitzat els públics i ha desconcertat la crítica. Però la seua immensa popularitat tendeix a encobrir l'amplitud de la seua originalitat i les intencions de l'autor.
«Hom no aniria massa lluny en l'anàlisi de les obres d'art si hom es restringira a allò que els autors han dit o fins i tot han cregut haver fet.» (Claude Lévi-Strauss, a propòsit del Boléro).

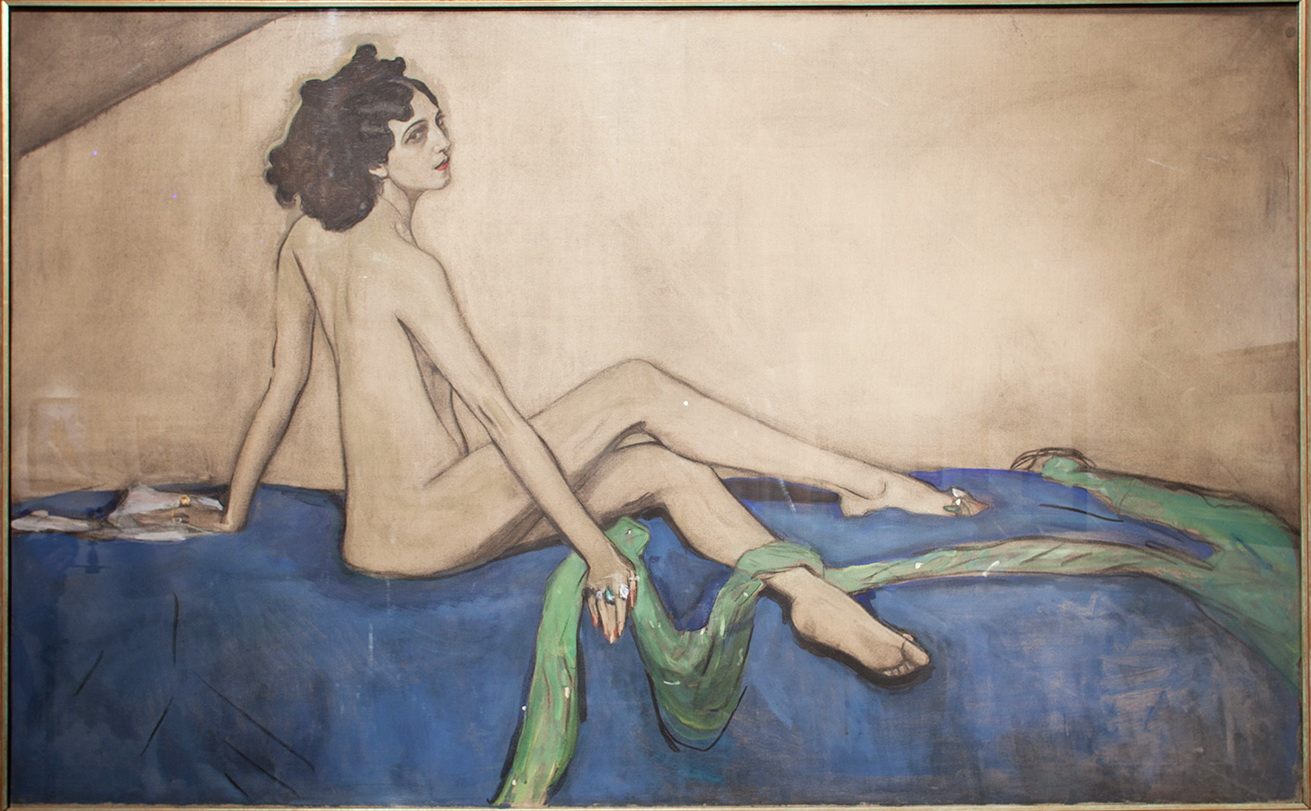
La bella Ida Rubinstein (1885-1960), ballarina i rica mecenes russa, era una propera amiga de Ravel. Inspiradora del Boléro, va estrenar l'obra el 22 de novembre de 1928 i en va rebre la prestigiosa dedicatòria. Retrat de Valentín Serov.

A Catalunya es va estrenar el 3 d'abril de 1932 al Palau de la Música de Barcelona interpretat per l'Orquestra Pau Casals dirigida per Pau Casals.

## Orígens de l'obra
El Boléro va ser una de les darreres obres compostes per Maurice Ravel abans que la malaltia el condemnara al silenci creatiu. Les úniques obres d'envergadura que va compondre després van ser el Concert per a la mà esquerra (1929-30), el Concert en sol major (1929-31) i les tres cançons de Don Quichotte à Dulcinée (1932-33).

### Concepció
La història del Boléro es remunta a l'any 1927. Ravel, la reputació del qual ultrapassava les fronteres de França, acabava de finalitzar la Sonata per a violí i piano i uns mesos després havia d'embarcar-se en una gira pels Estats Units i el Canadà, quan la ballarina russa Ida Rubinstein, amiga i mecenes del músic i d'altres artistes de l'època (com Stravinski), va encarregar-li un «ballet de caràcter espanyol» que volia representar juntament als Ballets russos. Entusiasmat amb aquesta idea, Ravel va concebre en un principi, i d'acord amb la seua col·laboradora, orquestrar sis peces extretes de la suite per a piano Iberia, del compositor català Isaac Albéniz, per a un projecte inicialment batejat Fandango. Però en retornar d'Amèrica, i quan ja havia començat el treball, va ser advertit que els drets sobre Iberia estaven exclusivament en mans d'Enrique Fernández Arbós, deixeble d'Albéniz. Davant d'aquest contratemps, el compositor va decidir a contracor abandonar aquest projecte.

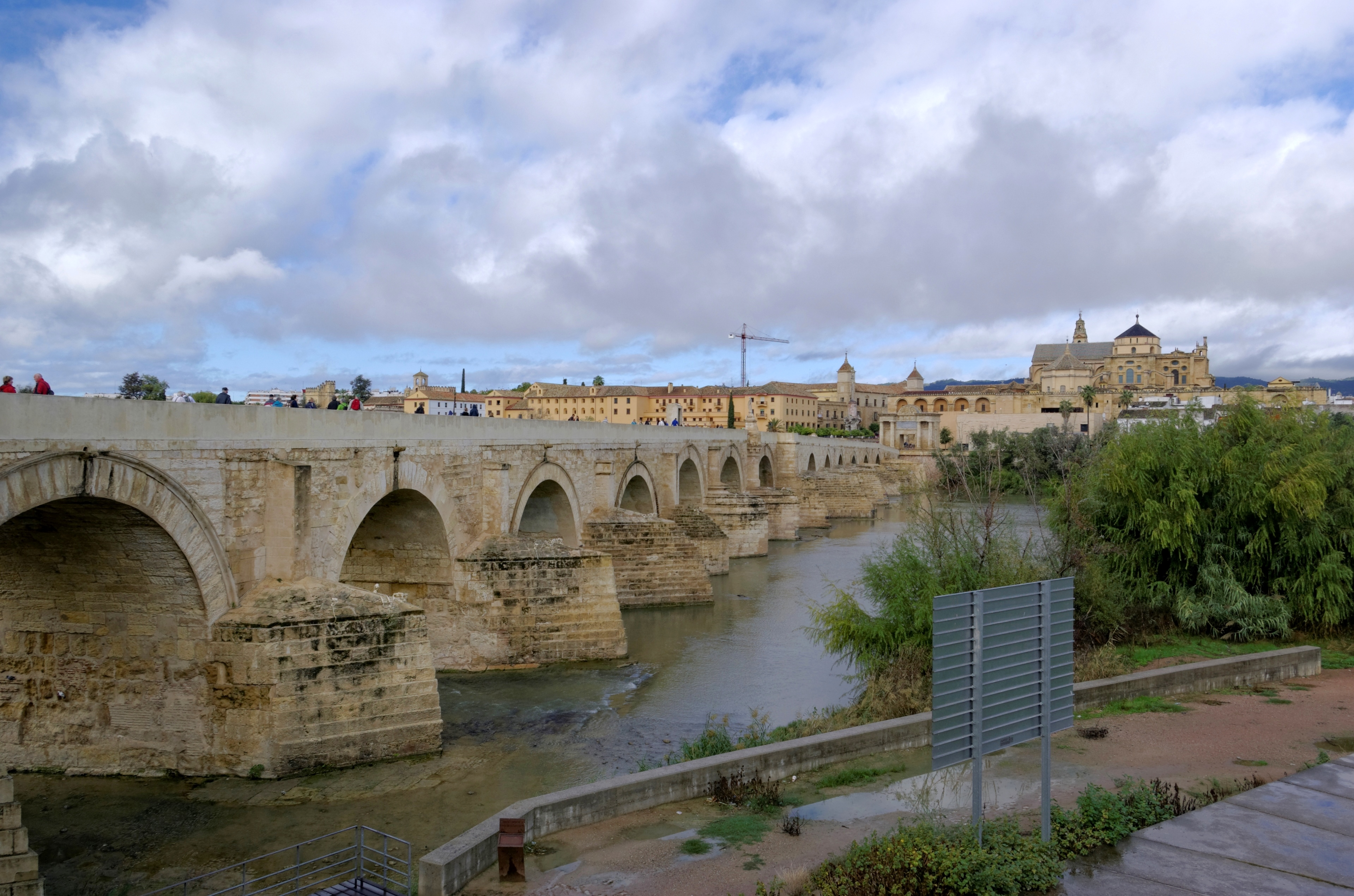
La llum i la calor d'Espanya van ser per a Ravel una font inesgotable d'inspiració. El Boléro, inspirat en una dansa andalusa, n'és la més cèlebre demostració. Fotografia de Còrdova

Va ser llavors quan se li va acudir la idea d'una obra experimental, quelcom que mai no s'haguera intentat. Un ballet per a orquestra d'una durada respectable que no utilitzara més que un tema i un contra-tema repetits incansablement, en el qual l'únic element de variació hauria de venir dels efectes de l'orquestració i d'un immens crescendo, que sostindrien tota l'obra.
Pel que fa al ritme, el fandango original sembla haver estat ben aviat reemplaçat pel bolero, altra dansa tradicional andalusa que havia conegut en els seus viatges a Espanya. L'origen de la cèlebre melodia ha estat narrat per l'amic de Ravel, Gustave Samazeuilh. De vacances amb ell a Donibane Lohizune (Saint-Jean-de-Luz) (estiu de 1928), conta com el compositor, abans d'anar a nadar un matí, li va tocar un tema al piano amb un sol dit, explicant-li: «Madame Rubinstein em demana un ballet. No creus que aquest tema és insistent? Vaig a intentar repetir-lo un bon nombre de vegades, sense cap desenvolupament, graduant-lo amb la meua millor orquestració. Potser reisca com la Madelon…».
El Boléro va ser compost de juliol a octubre de 1928 i va ser dedicat a Ida Rubinstein. Així va ser concebuda la que esdevindria l'obra més cèlebre del compositor, fins al punt que els mots «Boléro» i «Ravel» semblen estar associats per sempre. Però l'obra no va provocar l'efecte que s'esperava.

### Primeres audicions
El Boléro va ser estrenat el 22 de novembre de 1928 a l'Opéra de Paris sota la direcció de Walther Straram, amb una coreografia de Bronislava Nijinska i amb decorats d'Aleksandr Benois. Ida Rubinstein interpretava el paper d'una ballarina de flamenc en una coreografia molt sensual que no va deixar de provocar un cert escàndol. René Chalupt la va descriure en els següents termes: «Al centre d'una vasta sala, una dona dansava mentre que al seu voltant anaven congregant-se cada vegada més homes, als quals la visió de la ballarina encenia en desig». La versió orquestral de l'obra es va estrenar l'11 de gener de 1930 pels Concerts Lamoureux sota la direcció del mateix Ravel.
La difusió de l'obra va atènyer ràdidament unes proporcions desmesurades, i Ravel en va ser el primer sorprès; ell que esperava que la seua obra seria, almenys «una peça de la que no s'apropiarien els concets del diumenge». Els directors d'orquestra, que hi veien un terreny de treball fèrtil i alhora una fàcil font de glòria, es van apoderar aviat del Boléro i van intentar, en alguns casos, deixar-hi la seua empremta. Mentre que Willem Mengelberg accelerava i alentia excessivament, el gran mestre italià Arturo Toscanini, per altra banda molt respectat per Ravel, es va prendre la llibertat d'executar l'obra dues vegades més ràpid del que estava prescrit, en un concert donat el maig de 1930, amb un accelerando final. Ravel, present entre el públic, va refusar aixecar-se per anar a estrényer-li la mà i va parlar amb ell darrere de l'escenari. Toscanini va conduir l'enfrontament fins al següent comentari adreçat al mateix Ravel: «Vostè no comprèn gens la seua música. Era l'única manera de fer-la passar». Els dos homes es van reconciliar més avant, quan el Boléro ja era una peça cèlebre.

### Ravel i la seva obra
Hi ha artistes que veuen tota la seua producció enfosquida per l'èxit d'una única obra; paradoxalment, aquesta obra compleix rarament l'objectiu que li havia estat assignat. Fins i tot, sovint el seu autor la considera menor o imperfecta. Hi ha els exemples de Tomaso Albinoni (Adagio en sol menor), Johann Pachelbel (Canon i Giga en re major), Paul Dukas (L'aprenent de bruixot) i fins i tot Georges Bizet (Carmen). Quan Ravel va començar a adonar-se'n que aquest Boléro, reclamat pertot, podia fer-li patir aquesta sort, va sentir la necessitat, en diverses ocasions, de precisar les seues intencions quant al significat de l'obra.
«Desitge vivament que no hi haja malentesos amb el propòsit d'aquesta obra. Representa una experiència en una direcció molt particular i limitada, no cal pensar que busca aconseguir cap altra cosa que la que aconsegueix. Abans de la primera execució, jo havia fet aparèixer un advertiment dient que havia compost una peça amb una durada de disset minuts i que consistia només en un teixit orquestral sense música — en un llarg crescendo molt progressiu. No hi ha contrast ni pràcticament invenció a l'excepció del pla i del mode d'execució. Els temes són en conjunt impersonals — unes melodies populars de tipus àraboespanyol habitual. I (malgrat que algú haja pogut pretendre el contrari) l'escriptura orquestral és simple i directa al llarg de tota l'obra, sense la més mínima temptativa de virtuosisme. (…) Pot ser a causa d'aquestes singularitats que cap compositor estima el Boléro — i des del seu punt de vista tenen tota la raó. He fet exactament allò que volia fer, i per al públic hi ha dues opcions: prendre-ho o deixar-ho.»
«La meua obra mestra? El Boléro, A veure! Malauradament, és buida de música.»
«Una vegada trobada la idea, qualsevol alumne del Conservatori hauria pogut, fins a aquesta modulació, reeixir tan bé com jo mateix.»
S'ha dit que en l'estrena del Boléro, una dama aponada en la seua butaca cridava: «Al boig! Al boig!». Contant-li l'escena al seu germà, Ravel li va dir: «Aquesta sí que ho ha entès!»

## Posteritat de l'obra

### Arranjaments
Ravel va compondre el 1929 dues reduccions per a piano del Boléro, una a dues mans i l'altra a quatre mans. Ambdues s'interpreten rarament en públic.
Els arranjaments «no oficials» d'aquesta obra tan popular són legió. Una adaptació humorística cèlebre és la de Pierre Dac i Francis Blanche, Le parti d'en rire.

### ElBoléroen l'art
El Boléro va ser editat la primera vegada per la firma parisenca Durand l'any 1933.
Una posada en escena cèlebre va ser la de Maurice Béjart, amb l'estrella de la dansa Jorge Donn.
Una gravació famosa és la de la pel·lícula Les Uns et les Autres de Claude Lelouch, per a la que Francis Lai "afegí" compassos suplementaris de la seua pròpia inspiració (!). També ha estat utilitzat en la cançó Et maintenant de Gilbert Bécaud.

### Drets d'autor
La partitura manuscrita del Boléro, document a llapis de més de trenta pàgines, va passar al domini públic l'any 1992. L'Estat Francès va utilitzar el seu dret de prioritat per a adquirir-la per la quantitat d'1,8 milions de francs. La Biblioteca nacional de França n'és l'actual dipositària.
Fins a l'any 1993, el Boléro ha mantingut el primer lloc en la classificació mundial dels drets d'autor SACEM. L'any 2004 era encara la tercera obra musical francesa no caiguda en el domini públic més exportada. Aconseguia la quantitat d'1,5 milions d'euros anuals per drets. Com per a la resta de l'obra del músic, els drets del Boléro van passar al domini públic l'any 2015. Per altra banda, havent mort Ravel sense deixar fills, la línia hereditària dels drets és extremadament complexa. La gestió dels beneficis econòmics produïts pel Boléro, que excedeixen els 46 milions d'euros des de l'any 1970, és actualment objecte de polèmica.

## Música
«Es tracta d'una dansa amb un moviment molt moderat i constantment uniforme, tant pel que fa a la melodia com a l'harmonia i el ritme, aquest darrer marcat sense interrupció per la caixa. L'únic element de diversitat hi és aportat pel crescendo orquestral» (Maurice Ravel, Esquisse autobiographique, 1928) 

### El ritme
El ritme adoptat per Ravel és el d'un bolero característic, a tres temps, moderat, amb la indicació Tempo di bolero moderato assai. La cèl·lula rítmica té dos compassos gairebé idèntics, amb una variació mínima en el tercer temps del segon. Es repeteix, ostinato, per la caixa des del primer fins a l'avantpenúltim compàs, i en segueix el gran crescendo que serà finalment interpretat a l'uníson de l'orquestra en la coda. El tempo (72 negres per minut) és immutable des del principi a la fi.

### La melodia
El Boléro deu principalment la seua popularitat a la melodia hipnotitzant. Inspirada en temes hispanoàrabs, el seu autor la va descriure com simple i sense artifici. Tanmateix, oculta dificultats rítmiques inesperades: «L'home corrent es dona la satisfacció de xiular els primers compassos del Boléro, però pocs músics professionals són capaços de reproduir de memòria, sense una falta de solfeig, la frase sencera, amaga esmunyedisses i sàvies coqueteries.» 
El teixit melòdic del Boléro inclou
- un tema principal de setze compassos, en do major
- un contra-tema de setze compassos, derivat del primer, més patètic i tenyit de menor
- un ritornello de dos compassos, molt simple (mi, re), que separa cada entrada dels temes i que, in extremis, tocat "fortissimo" per tota l'orquestra, precedeix el clímax final.
- un acord immutable (do, sol, do, sol, do, etcètera) que afirma la tonalitat de do major durant tota l'obra, llevat de la darrera entrada del tema en què esclata una inesperada modulació en mi major, abans de retornar, per a concloure, a la tonalitat principal.

### L'orquestració

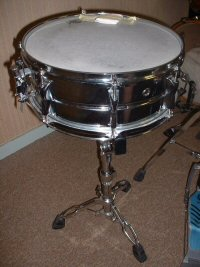
Imperturbable, la caixa marca el ritme al llarg de tota l'obra

El Boléro està escrit per a una gran orquestra (fustes per tres) de 56 músics, composta de:
| Cordes |
| 6 primers violins, 6 segons violins, 6 violes, 4 violoncels, 2 contrabaixos, 1 arpa |
| Fusta |
| 3 flautes (de les quals 1 piccolo), 3 oboès (dels quals 1 oboè d'amor), 1 corn anglès, 2 fagots, 1 contrafagot, 2 clarinets en si bemoll (un dels quals tocant també el requint en mi bemoll) i un clarinet baix, 2 saxòfons (tenor i soprano) |
| Metalls |
| 4 trompes 1 trompeta piccolo en Re, 3 trompetes en Do, 3 trombons, 1 Tuba |
| Percussió |
| 2 caixes, plats, timbals, tam-tam, bombo, celesta |

### L'execució
El Boléro comença pianissimo amb l'exposició del ritornello i del ritme d'ostinato, que serà incansablement repetit per la caixa durant tota l'obra.
La melodia va passant entre els diferents instruments: clarinet, fagot, clarinet mi bemoll, oboè d'amor, trompeta, saxòfon, corn anglès, etcètera.
L'acompanyament esdevé gradualment més fort fins a ser interpretat, a la fi, per l'orquestra sencera.
Just abans de la fi, (repetició número 18), hi ha un canvi sobtat de tonalitat a mi major, tot i que el do major és restablert exactament després de vuit compasoss.
Sis compassos abans de la conclusió, el bombo, els plats i el tam-tam fan la seua primera aparició i els trombons toquen glissandi mentre que l'orquestra sencera bat el ritme que havia estat marcat per la caixa des del primer compàs. L'obra acaba amb un acord en do major.

## Guia d'escolta
Guia d'escolta del Bolero de Ravel destinada a la comprehensió de l'estructura de l'obra i al reconeixement dels timbres instrumentals.
- Els colors de la columna esquerra simbolitzen el crescendo i la densificació de l'orquestració.
- A designa el tema principal, B el seu contra-tema, r el ritornello.
- El temps, proporcionat a títol indicatiu, és el de la versió de referència gravada sota la direcció del mateix Maurice Ravel amb l'Orquestra Lamoureux l'any 1930.

| Tema                                | Tema                                           | Instrumentació                         | Temps |
| ----------------------------------- | ---------------------------------------------- | -------------------------------------- | ----- |
|                                     | r                                              | Violes, violoncels, caixa (pianissimo) |       |
| A                                   | Flauta                                         | 0' 12''                                |       |
| r                                   |                                                |                                        |       |
| A                                   | Clarinet                                       | 1' 02''                                |       |
| r                                   |                                                |                                        |       |
| B                                   | Fagot                                          | 1' 53''                                |       |
| r                                   |                                                |                                        |       |
| B                                   | Clarinet en mi bemoll                          | 2' 44''                                |       |
|                                     | r                                              | Fagot, violins (pizzicato)             |       |
| A                                   | Oboè d'amor                                    | 3' 36''                                |       |
| r                                   | Trompa, violins (pizzicato)                    |                                        |       |
| A                                   | Flauta, trompeta amb sordina                   | 4' 28''                                |       |
| r                                   | Trompeta, violins (pizzicato)                  |                                        |       |
| B                                   | Saxòfon tenor                                  | 5' 20''                                |       |
| r                                   | Trompetes, oboès, violins (pizzicato)          |                                        |       |
| B                                   | Saxòfons sopranino i soprano                   | 6' 13''                                |       |
|                                     | r                                              | Flauta, trompa                         |       |
| A                                   | Flauta, trompa, celesta (efecte de mixtura)    | 7' 06''                                |       |
| r                                   |                                                |                                        |       |
| A                                   | 3 oboès, 2 clarinetes (en perfecta harmonia)   | 7' 57''                                |       |
| r                                   | Trompeta, trompa, caixa                        |                                        |       |
| B                                   | Trombó                                         | 8' 49''                                |       |
| r                                   |                                                |                                        |       |
| B                                   | 3 flautes, 3 oboès, 2 clarinets, saxòfon tenor | 9' 41''                                |       |
|                                     | r                                              |                                        |       |
| A                                   | Violins, flautes, oboès, clarinets             | 10' 32''                               |       |
| r                                   |                                                |                                        |       |
| A                                   | Fustes i cordes                                | 11' 22''                               |       |
| r                                   |                                                |                                        |       |
| B                                   | Fustes, cordes, trompeta                       | 12' 13''                               |       |
| r                                   |                                                |                                        |       |
| B                                   | Fustes, cordes, trompeta                       | 13' 05''                               |       |
|                                     | r                                              | Fustes agudes, trompes i cordes        |       |
| A                                   | Fustes, saxòfons, trompes, trompetes           | 13' 56''                               |       |
| r                                   |                                                |                                        |       |
| B                                   | Fustes, saxòfons, trompes, trompetes, trombó   | 14' 47''                               |       |
|                                     | Modulació en mi major                          |                                        |       |
| r                                   | Tota l'orquestra (fortissimo)                  |                                        |       |
| Gran acord dissonant i clímax final | Gran acord dissonant i clímax final            | 16' 06''                               |       |

## Enregistraments cèlebres
Les versions de qualitat d'aquesta obra són nombroses, vet ací citades algunes de les més rellevants:
- Maurice Ravel va dirigir un enregistrament del Boléro l'any 1930 amb els Concerts Lamoureux. Malgrat la mala qualitat sonora a causa de la seva antiguitat, té un valor històric considerable i cal considerar-lo com un enregistrament de referència.
- Charles Munch i Pierre Monteux, dos testimonis privilegiats de l'època raveliana, han deixat cadascun d'ells un enregistrament, ambdós molt prestigiosos, el primer amb l'Orquestra Simfònica de Boston l'any 1956, i el segon amb la London Symphony Orchestra el 1964.
- Seiji Ozawa, també amb l'Orchestre Symphonique de Boston, va fer l'any 1974 una intensa lectura de l'obra, amb cada instrument tocant davant, afermant la música, amb nous accents, microdesacceleracions i acceleracions.
- Jean Martinon, al front de l'Orchestre de Paris, signa una brillant versió del Boléro, enregistrada l'any 1975.
- Pierre Boulez finalment, amb l'Orquestra Filharmònica de Berlín, ha signat l'any 1993 un dels enregistraments més valorats per la crítica en els darrers anys.

## Influència del Boléro
El Boléro va anunciar, sense voler, la música repetitiva americana dels anys 1960 (Terry Riley, Steve Reich) i potser el que des de la fi del Segle XX s'ha anomenat música post-moderna: desig de popularitat, sense abandonar el terreny tonal, gust per allò concret, rebuig d'un lirisme massa íntim, treball de la matèria sonora dins d'aquest marc, gust per les variacions.